# 阿克萨赖斯基村委员会
阿克萨赖斯基村委员会（俄语：Аксарайский сельсовет）是俄罗斯联邦阿斯特拉罕州克拉斯内亚尔区所属的一个村委员会。其下辖有1个居民点，行政中心为阿克萨赖斯基。据2015年统计，该村委员会的人口为357人。